# Черну (Бакау)
Черну (рум. Cernu) насеље је у Румунији у округу Бакау у општини Подури. Oпштина се налази на надморској висини од 340 m.

## Становништво
Према подацима из 2002. године у насељу је живело 1296 становника, од којих су сви румунске националности.